# Attingere, Magadi
Attingere là một làng thuộc tehsil Magadi, huyện Ramanagara, bang Karnataka, Ấn Độ.